# Festival du film français UK
Le Festival du film français UK (également French Film Festival UK - FFF UK) est une association à but non lucratif fondée en 1992. Elle a d'abord proposé la projection de films de langue française dans la capitale écossaise, Édimbourg, avant de s'étendre à tout le Royaume-Uni. Il se déroule généralement entre novembre et début décembre, avec une programmation qui vise à faire découvrir et redécouvrir à un très large public des œuvres francophones (long métrage, court métrage, documentaire, film d'animation, etc.).

## Histoire

### Les débuts du Festival
Le festival du film français UK a été créé pendant la présidence de la Grande-Bretagne de la CE et a été l'un des événements artistiques initiés lorsque Édimbourg a accueilli l' Euro -sommet en 1992. Il a été créé à l'initiative de deux journalistes de cinéma Richard Mowe et Allan Hunter, qui a porté le festival en tandem pendant de nombreuses années. Hunter a maintenant abandonné le festival et se concentre sur d'autres activités , y compris le Festival du Film de Glasgow et l'Italien Film Festival UK , deux dont il était co-directeur . Mowe est maintenant directeur du Festival du film français au Royaume-Uni , co- directeur du Festival du Film Italien UK et directeur de la société de distribution Cinefile et poursuit ses activités journalistiques . Ilona Morison a maintenant rejoint l'équipe FFF Royaume-Uni en tant que directeur adjoint .

## Éditions

### Années 1990

#### 1992
La première année du festival a présenté le film La Vie des morts avec Arnaud Desplechin, le film Indochine de Régis Wargnier et le film Madame Bovary de Claude Chabrol. Le festival accueillit les invités Josiane Balasko et Gérard Jugnot pour célébrer cette première année. De plus, les photographies d'archives d'Air France ont été présentées.

#### 1993
Présentation du méga-succès Les Visiteurs avec Jean Reno. Ce dernier n'eut pu venir, c'est Christine Bujeau qui fut invité. Le Directeur Jean-Paul Rappeneau est venu et il a conquis le public avec son film Cyrano de Bergerac. Présentation du film Un, deux, trois, soleil de Bertrand Blier; du film  La Crise de Coline Serreau (incluant une projection spéciale et un dîner dans le Musée royal de l'Écosse pour le sponsor Paribas) et une concentration particulière sur Claude Chabrol. Le festival a présenté Cédric Klapisch au public britannique avec son film Riens du tout. Un lien a été forgé avec le Festival du Film Court de Brest pour assurer une sélection de nouveaux courts-métrages français . De plus, Jeanne Moreau et Claude Sautet ont envoyé des messages de soutien.

#### 1994
Les films présentés à cette édition étaient Aux petits bonheurs de Michel Deville, Casque Bleu avec le retour de Gérard Jugnot ; La César Tonie Marshall a été découverte avec Pas très catholique ainsi que Philippe Lioret et son film lauréat Tombés du ciel. Antoine Desrosières, un jeune réalisateur turc, est venu avec ses jeunes protagonistes  Mathieu Demy et Aurélia Thierrée avec À la belle étoile. Les archives photographiques du Studio Harcourt étaient exposées.

#### 1995
Ce fut l'année de Mathieu Kassovitz; Claude Lelouch et Alessandra Martines. Josiane Balasko est apparu sur l'écran avec Gazon maudit. Ainsi que Hervé Palud et Louis Becker avec Un Indien dans la ville. Le public a pu donner leurs verdicts sur des versions doublées et sous-titrées. Marion Vernoux a été une autre découverte pour Personne ne m'aime. Le festival a célébré les 100 années de Gaumont dans un spectacle.

#### 1996
La grande dame du cinéma français, Agnès Varda a reçu une rétrospective en son honneur pour sa présence. Patrice Leconte a lancé Les Grands Ducs. Gabriel Aghion avec Pédale douce. Michel Serrault et Carmen Maura nous ont fait découvrir Le bonheur est dans le pré. Les élèves d'une école et leurs enseignants ont eu droit à des projections spéciales du film Le Maître des éléphants. Le film monumental la Roue d'Abel Gance était en vedette. Une copie restaurée de Jour de fête de Jacques Tati a donné un nouveau souffle. Didier Bourdon était présent avec le film Les trois frères et il y avait les nouveaux films de Pascale Ferran , Agnès Merlet et Tonie Marshall.

#### 1997
Le film, La vie réelle de Lucie Aubrac a fait une apparition déchirante à l'appui de Claude Berri. Bernard Giraudeau a présenté son film à couper le souffle, Les caprices d'un fleuve. Nous avons découvert Robert Guédiguian avec A la vie, à la mort ! et avec sur l'écran Godard , Kassovitz et Klapisch. Alain Chabat s'est montré tenace avec Didier Bourdon et Philippe Muyl dans le film Tout doit disparaître. Jan Kounen a montré son long-métrage Dobermann et Pierre Trividic a présenté Petits arrangements avec les morts.

#### 1998
Claude et Annie Miller ont présentés La Classe de neige ainsi que d'autres films marquants, incluant La Meilleure Façon de marcher, Garde à vue, Le Sourire, et L'Effrontée. Antoine de Caunes a montré son côté sérieux dans L'homme est une femme comme les autres et était présent avec l'actrice Elsa Zylberstein. Patrice Chéreau a pris l'avion pour parler de Ceux qui m'aiment prendront le train. Patrice Leconte a montré Une chance sur deux, lors de sa première à Londres. Bertrand Tavernier a fait forte impression avec Capitaine Conan. Francis Veber a provoqué des éclats de rire avec Le Dîner de cons, le film ayant connu un gros succès au box-office. Danièle Doubroux taquine le public avec Le journal du séducteur. Sébastien Lifshitz avec Les Corps ouverts, Olivier Dahan avec Déjà mort et Laurent Bouhnik avec Zonzon.

#### 1999
Cette année est l'année du changement: les femmes cinéastes ont été mises en avant. Parmi elles, Anne Fontaine , Valérie Lemercier, Brigitte Roüan, Diane Kurys et Danièle Dubroux. Tous étaient invités. Le Carrosse d'or était à l'honneur dans une copie restaurée de Jean Renoir. Michel Deville reprend de la forme avec La maladie de Sachs ainsi que d'autres talents du cinéma comme Smadi Wolfman, le réalisateur Olivier Péray et le producteur David Kodsi avec Petits désordres amoureux, Stéphane Brizé, Didier Le Pêcheur et Christine Carrière. Alain Beigel étant invité, a révélé les talents de Emma de Caunes dans son premier long métrage, l'un des débuts les plus rafraîchissants de l'année.

### Années 2000

#### 2000
Le festival as mit un regard particulier sur les thrillers avec des titres acclamés comme: Scènes de crimes (Frédéric Schoendoerffer) avec Charles Berling et André Dussollier. Les différents films de cette édition sont Le Cousin (Alain Corneau) mettant en vedette Alain Chabat, Patrick Timsit, et Marie Trintignant ; Au cœur du mensonge, (Claude Chabrol) avec Jacques Gamblin, Sandrine Bonnaire, Antoine de Caunes et Valeria Bruni Tedeschi; Total Western avec Éric Rochant mettant en vedette Samuel Le Bihan, Jean-François Stévenin et Jean-Pierre Kalfon; ainsi que Une affaire de goût de Bernard Rapp introduit par l'acteur Jean-Pierre Lorit. Là-bas... mon pays de Alexandre Arcady a développé un tout autre regard de l'Algérie avec Antoine de Caunes jouant un journaliste de télévision célèbre, tandis que La Vache et le Président (Philippe Muyl, aussi un invité) a prouvé un film délicieux pour les jeunes sur l'histoire d'un enfant qui veut sauver sa vache préférée. Les autres invités comprenaient Anne Villacèque pour Petite Chérie, et Sabine Franel pour Le premier du nom. La nouvelle société CinéFrance a continué le travail de pionnier pour la fête tout au long de l'année, et à ce jour a publié avec succès Au cœur du mensonge et La Vache et le Président avec plus de titres en attente.

#### 2001
L'édition de cette année est marquée par le retour de Josiane Balasko pour le film Un crime au Paradis. Les films présents sont les suivants : Jean-Paul Salomé pour Belphégor ; Claude Miller pour Betty Fisher ; Thierry Lhermitte pour Le Prince du pacifique; Lucy Russell pour L'Anglaise et le Duc ; Thomas Gilou pour La vérité si je mens 1 et 2 ; Mehdi Charef pour Marie-Line ; Fabrice Genestal pour La Squale ; Yves Lavandier pour Oui, mais... et Anne-Sophie Birot et Isild Le Besco pour Les filles ne savent pas nager ; Christian Carion pour Une hirondelle a fait le printemps et Pierre-Olivier Scotto et Thierry de Ganay pour Le Roman de Lulu.

#### 2002
Les différents films présentés pour cette édition sont : Serge Le Péron pour Léaud L'Unique ; Patrice Leconte pour L'homme du train ; Olivier Dahan pour Le Petit Poucet et La Vie promise; Éric Berger pour Tanguy ainsi que Étienne Chatiliez, Agnès Obadia et Jean-Julien Chervier pour Du poil sous les roses.

#### 2003
Le FFF (Festival du film français) a offert une rétrospective importante consacrée à l'œuvre d'Alain Corneau en sa présence. Celui-ci a également contribué à "grandir" l'influence du festival. Certaines projections ont commencé en octobre dans la perspective de la fête elle-même qui a débuté du 7 au 30 novembre. Dans la rétrospective de Glasgow, le festival a trouvé une maison au CCA, ajoutant encore un lieu pour le line-up tandis que le Ciné Lumière a consacré un week-end à la rétro. À Édimbourg et Glasgow, les villes fondatrices du festival, l'ensemble du programme qui concernait le travail de Claude Miller, Claude Chabrol, Jean Becker, Raoul Ruiz, Philippe Muyle, Jeanne Labrune, Michel Deville, Robert Guédiguian et Danièle Thompson, ont maintenu l'élan de croissance observée au cours des deux dernières années. Dundee contemporary arts a rapporté une croissance remarquable, en particulier sur l'éducation, tandis que Aberdeen Belmont a également remarqué des critiques positives avec le mélange de titres et un résultat accru au box-office. Stirling macrobert était optimiste quant à la participation de quatre titres. Sidebar activity comprenait la magnifique exposition de photographies de Nicolas Guérin, un photographe qui travaille pour Positif, qui a montré son travail à l'Institut français d'Édimbourg et sur les murs de Café Cosmo de GFT; une table ronde sur les adaptations littéraires au cinéma avec entrée franco-écossaise. Encore une fois le niveau d'activité  est bâti sur des initiatives des années précédentes. Une des causes retentissantes pour l'optimisme était la réaction positive du programme d'éducation (Moi César, Le Papillon et Vivre me tue) qui a trouvé un succès phénoménale auprès des élèves, des étudiants et des enseignants. Le week-end d'ouverture fut fort avec de nombreux invités présents dont Alain Corneau, Nadine Trintignant, Jean Veber, Nicolas Vanier, et Nicolas Guerin.

#### 2004
La présence à Glasgow de Jean Reno créé une vague d’intérêt. Les clients semblaient divertis à Londres, Glasgow et Edimbourg. Le festival inclus Gaël Morel pour Le Clan, Dominique Cabrera pour Folle embellie, Abdellatif Kechiche pour L'Esquive, et Emmanuel Mouret pour Vénus et Fleur. Le Consul général, Pierre Antoine-Berniard, accueilli un brunch agréable dans sa résidence avec des invités d'honneur comme le directeur Gaël Morel, Antoine Khalife d'Unifrance, Sylvain Chomet et Sally Chomet, réalisateur écossais Richard Jobson, promoteur Palme Dog Toby Rose et autres, y compris de l'Institut français. Des programmes pédagogiques spéciaux ont été conçues et délivrés par l'équipe d'apprentissage de Glasgow Film Theatre, en collaboration avec les autorités locales. De tels événements sont de plus en plus important dans les activités du FFF (Festival du Film Français). Les enseignants démontrent une demande sans précédent. L'hommage à Alain Delon dont l'image orne la couverture de la brochure, développait une forte popularité.

#### 2005
Cette année vit une célébration du cinéma français pour permettre au Festival du film français UK de modifier les dates de calendrier et d'unir sa force en 2006 avec Renault pour devenir une vitrine qui englobe tout le Royaume-Uni . Les différents titres présentés comprenaient : Après vous; Je préfère qu'on reste amis; Un fil à la patte et Le Couperet. Malheureusement, la collaboration a été de courte durée et en 2007 le festival a retrouvé son emplacement traditionnel au mois de novembre.

#### 2006
Le festival s'articule autour de 5 salles de cinéma. Voici l'année de la collaboration avec Renault. La section Panorama du Festival a été consacrée à des titres mettant en vedette des grands noms comme Carole Bouquet, Sandrine Bonnaire, Sabine Azéma, de la jeune génération, Romain Duris et Audrey Tautou. Les thèmes vont de la rébellion de l'école, des gambades royales et des mouvements révolutionnaires. De nouveaux talents sont célébrés dans la section Discovery. De Xavier Giannoli avec Une aventure, explique une rencontre psychologique étrange entre Ludivine Sagnier et Nicolas Duvauchelle, tandis que Mon Ange montre Vanessa Paradis dans son premier rôle à l'écran, jouant une prostituée avec un cœur d'or qui se trouve soudain dans une situation périlleuse. Le sujet de la rétrospective Master Classes a été programmé avec Bertrand Tavernier. C'est une personne qui a sculpté son propre créneau dans le cinéma français comme un cinéphile dédié, producteur, scénariste et réalisateur, Bertrand Tavernier a remporté d'innombrables prix internationaux pour son travail qui seront discutés lors d'événements publics à Londres, Glasgow, Édimbourg et Dundee. Il présentera également son dernier film Holy Lola avec Jacques Gamblin et Isabelle Carré. Le festival est présidé par Sylvain Chomet.

#### 2007
Le festival est présenté dans 6 salles de cinéma et projette des films tels que Le Couperet avec José Garcia, de la comédie Camping avec Franck Dubosc ou Combien tu m'aimes ? avec Gérard Depardieu et Monica Bellucci. Après une année de collaboration avec Unifrance, son changement de politique  a été communiquée relativement tard dans la planification de la FFF britannique de 2007 et à laisser la 15e édition du festival verrouillé pour les dates du 15 avril au 6 mai (pas nécessairement le délai idéal). La FFF UK a accueilli des invités comme Christian Vincent, le sujet de la rétro de cette année. Il a assisté à des projections dans trois villes (Londres, Edimbourg, Glasgow) et a participé à des masterclasses au Screen Academy Scotland à Édimbourg et à l'Alliance française à Glasgow. Michel Hazanavicius, le réalisateur de OSS 117 a participé au festival avec l'actrice Bérénice Bejo et ont pris part à deux projections au Filmhouse Édimbourg et Vue Ocean Terminal. Le participant final était Claudie Ossard, l'un des producteurs les plus puissants de France (Amélie et Betty Blue).

#### 2008
La liste des invités pour cette édition était Lola Doillon qui a assisté aux ouvertures d’Édimbourg et Glasgow avec son premier film Et toi, t'es sur qui ?, Jean Becker et Jean-Pierre Darroussin ont soutenu Dialogue avec mon jardinier en Écosse et à Londres, et le film libanais avec Danielle Arbid présente Un homme perdu. Daroussin accompagne son premier film en tant que réalisateur avec l'actrice Valérie Stroh. Lionel Bailliu a travaillé sans relâche autour de son court métrage Squash au Screen Academy Scotland et à l'Université de Stirling ainsi que l'Alliance Française de Glasgow. Le seul invité qui n'est pas apparu était Melvil Poupaud, qui a dû retourner au dernier moment aux États pour son nouveau film. Le photographe Fabrizio Maltese est apparu à Édimbourg et Glasgow pour faire connaître ses expositions du cinéma français à l'Institut Français. Il était accompagné par son rédacteur en chef Boyd van Hoeij.

#### 2009
Le festival s'étend à 10 villes à travers le Royaume-Uni. La 17e édition a accompli deux hommages à diverses figures légendaires du cinéma français:  Jacques Tati et Jean Eustache. Le nouveau documentaire The Magnificent Tati  à la première d'Édimbourg et Glasgow, a présenté toutes les principales projections des œuvres de Tati. L'accent mis sur Jean Eustache, organisée par l'Université d’Édimbourg, a été présenté par l'expert Eustache Jérôme et le professeur Keith Reader de l'Université de Glasgow. Le panorama a mis en vedette Gérard Depardieu, Nathalie Baye, Josiane Balasko, Catherine Frot, André Dussollier, Gérard Jugnot, Jean-Pierre Darroussin, Fabrice Luchini, Chiara Mastroianni, et Emmanuel Mouret ainsi qu'un clin d’œil sur la romancière Françoise Sagan. La partie Découverte, a présenté les performances de Guillaume Depardieu et un nouveau film suisse. En plus des villes régulières (Glasgow, Édimbourg, Londres, Manchester, Warwick, Aberdeen, Inverness, Dundee), le festival a accueilli Dumfries, Durham, Cambridge, St Andrews et Stirling. La région Rhône-Alpes a tenu une soirée de gala spéciale dans le cadre de la célébration.

### Années 2010

#### 2010
Présentation du Petit Nicolas et projection du Grand Amour de Pierre Étaix. Il y a eu une couverture géographique encore plus large grâce à l'ajout de l'étiquette Horizons dans la brochure de l'année, qui développe et fait connaitre le monde de la Francophonie et de ses cultures grâce à l'entrée de TV5 Monde. Après le mémorable hommage rendu à Jacques Tati en 2009, le festival a développé le travail de Pierre Étaix et en particulier sur la copie restaurée du film Le grand amour. Avec ses racines dans le cirque, Pierre Étaix a aidé Tati sur beaucoup de ses films. Le festival a porté attention sur un personnage clé du cinéma français, André Téchiné dont il aborde les thèmes de l'identité, la sexualité et des racines. La panoplie des nouveaux films trouve comme réalisateurs Bertrand Tavernier, Rachid Bouchareb, Jean-Jacques Beineix et Costa-Gavras, ainsi que la nouvelle génération  Christophe Honoré, Stéphane Brizé, Cédric Kahn, et Zabou Breitman. Le festival du film français UK accueillt plus de 20 000 spectateurs.

#### 2011
Le festival était diffusé dans plus de 10 villes, notamment à Londres, Édimbourg, Glasgow, Manchester et Birmingham. La Bretagne était à l'honneur avec le réalisateur Christophe Honoré ainsi que son nouveau film Beloved, mettant en vedette Catherine Deneuve et sa fille Chiara Mastroianni. Une présentation spéciale a eu lieu pour le regretter Claude Chabrol. Daniel Auteuil a soutenu en personne son remake de La Fille du puisatier  de Marcel Pagnol (comme acteur et réalisateur). Après les récentes célébrations pour Jacques Tati en 2010, Pierre Etaix nous salua en sa présence avec un duo burlesque belge. Il y a eu de superbes documentaires tels que Les océans, Vol spécial. Cinéma classique n'a pas oublié la collaboration de Jean Delannoy avec Jean Cocteau dans Amour éternel et Fantomas par Louis Feuillade, le premier grand maître de long métrage, accompagné d'une musique électronique en direct par deux DJs parisiens  Jean-Yves Leloup et Éric Pajot (Aka Radiomentale) à Dundee.

#### 2012
Le Vingtième anniversaire du festival entre le 8 novembre et 2 décembre dans plus de 12 villes, dont Londres, Édimbourg et Paris.
Le festival comprenait une réception ambassade à Paris avec un concert de piano par Jason Kouchak. Les invités du festival étaient : Chantal Akerman, Pierre Jolivet, Eric Lange, Sophie Lellouche, François Pirot et Noémie Lvovsky. Cette année, le festival a projeté en avant-première le film Astérix et Obélix : Au service de Sa Majesté avec de grands acteurs comme Gérard Depardieu, Catherine Deneuve, Dany Boon ou encore Valérie Lemercier. Une rétro a été faite à l'honneur de Chantal Akerman ainsi que son film La folie Almayer. Le panorama Horizons a dévoilé des longs-métrages comme Toutes nos envies de Philippe Lioret, Mon pire cauchemar de Anne Fontaine avec Benoît Poelvoorde ou encore Un bonheur n'arrive jamais seul avec Sophie Marceau. Sous la rubrique Découverte, Des vents contraires de Jalil Lespert ou Le prénom de Mathieu Delaporte et Alexandre de La Patellière ont été diffusés. Il y a eu un spécial Québec Cinema Showcase qui met en avant la culture cinématographique québécoise. Les films d'animations Le magasin des suicides et Ernest et Celestine ont fait fort impression. Tandis qu'une rubrique classique a fait redécouvrir les anciens films tels que Borsalino avec Jean-Paul Belmondo.

#### 2013
Entre le 7 novembre et le 7 décembre dans plus de dix villes, dont Édimbourg, Glasgow et Dundee. Les invités de cette édition étaient : Anouk Aimée, Daniel Auteuil, Jean-Pierre Améris, Sylvain Chomet, Gregory Monro, Catherine Benazeth et Yolande Moreau. Un diaporama est dédicacé spécialement pour l'immortel Louis de Funès et ses films comme La traversée de Paris de Claude Autant-Lara et La Folie des grandeurs de Gérard Oury. Le panorama Horizons a fait découvrir des films comme Le capital avec Gad Elmaleh, ou L'homme qui rit avec Gérard Depardieu. Le panorama a fait aussi découvrir un magnifique film hilarant Les Garçons et Guillaume, à table ! qui met en vedette l'incroyable prestance de l'acteur-réalisateur Guillaume Gallienne.

#### 2014
Cette année, le panorama Horizons dans la brochure comprenait le film à succès Belle et Sébastien de Nicolas Vanier ou il raconte l'amitié entre un petit garçon et un chien, De toutes nos forces de Nils Tavernier ou encore L'Homme qu'on aimait trop avec Guillaume Canet de André Téchiné. La rubrique Découverte contient La Vie domestique d'Isabelle Czajka, Les Héritiers de Marie-Castille Mention-Schaar ou même En solitaire avec François Cluzet. La partie animation a toujours son succès avec cette fois-ci Le Jour des corneilles de Jean-Christophe Dessaint ou Loulou, l'incroyable secret de Grégoire Solotareff et Eric Omond. Un hommage pour la Première Guerre mondiale a été fait avec différents films sur ce thème.

#### 2015
La 23e édition du French Film Festival UK a été l'occasion de se concentrer sur l'histoire du cinéma avec "La gloire de Gaumont", la plus vielle entreprise de films du monde. Mais aussi, grâce à un programme varié comprenant un panorama du cinéma francophone ("Panorama), des découvertes de la nouvelle génération ("Discovery Horizon") ou encore des documentaires ("Documentary), le festival a pour but de promouvoir ces films, d'origines et de genres différents. Les invités de cette année étaient : Jérôme Bonnell, Félix Moati, Jean-Pierre Améris, Joann Sfar, Freya Mavor, Rod Paradot, Yann Arthus-Bertrand.

#### 2016
Invités de cette édition : Bouli Lanners pour son thriller gothique Les Premiers, les Derniers; Emma Luchini pour son second film Mes hommes et sa récompense pour La Femme de Rio; le légendaire Jean-Pierre Mocky qui a sculpté son propre cinéma de niche en France; Jérôme Le Maire pour Premiers Crus, un film imprégné par le monde du vin; Julien Rappeneau pour Rosalie Blum; Michael Dudok de Wit pour son éblouissant film d'animation La Tortue rouge et Nicolas Pagnol, petit-fils de Marcel Pagnol, pour présenter la version restaurée de la trilogie de Marseille de son grand-père.

#### 2017
Le programme regroupait pour cette 25e édition plus de 40 titres divers pouvant plaire au plus grand nombre, incluant des films de boulevard, du cinéma d'auteur, des documentaires, des films d'animation et des courts-métrages tout comme des films mythiques du passé, tels que des restaurations comme Indochine de Régis Wargnier (présent à la 1re édition en 1992), et Claude Berri pour Jean de Florette et Manon des sources. Parmi les invités de cette édition : Régis Wargnier, Blandine Lenoir, Agnès Jaoui, Lucas Belvaux, Nicolas Fleureau, Abel Gordon and Fiona Gordon, Lisa Azuelos and Marie Noëlle.

#### 2018
Pour la première fois, le Festival établit un partenariat avec le Festival international du Film Francophone de Namur en Belgique, avec lequel il partage des œuvres et des idéaux. Une autre innovation est la collaboration avec le Mobile Film Festival (basé à Paris) qui a offert une sélection de courts-métrages d'une minute qui ont été diffusés avant chaque séance (tous ont été réalisés avec des smart phones ou des tablettes). Aussi, la section Panorama Horizons propose des films de réalisateurs aguerris comme Jean-Luc Godard, Jean Becker ou Robert Guédiguian, tout comme de plus récents réalisateurs tels Dany Boon, Albert Dupontel, Pierre Schoeller, Cédric Kahn, Pierre Salvadori, Philippe Le Guay, Gilles Lellouche and Thomas Lilti. La section Discovery Horizons met l'accent sur des réalisateurs proposant leur premier ou deuxième film. Invités de cette édition : Tonie Marshall, Gilles Lellouche, Marie Monge, Jean-Paul Rappeneau, François Damiens, Michael Barocas, Laetitia Carton, Jean Chaffard-Lucon.